# Luděk Mandaus
Luděk Mandaus, celým jménem Antonín Luděk Mandaus (12. června 1898 Praha – 16. prosince 1971 Praha) byl český operní pěvec (bas), operní režisér, libretista, překladatel, filmový herec a pedagog na Akademii múzických umění v Praze.

## Život
Studoval architekturu, současně ale studoval hudbu, kterou později studoval též v Itálii. Od roku 1920 působil v Národním divadle, kde od roku 1937 působil též jako režisér. Operu Prodaná nevěsta  režíroval též v Miláně (1934), Barceloně (1936) a v Reykjavíku (1962). Operu Její pastorkyňa režíroval též ve Vídni (1948). V letech 1952 až 1962 učil na Akademii múzických umění v Praze.

## Filmografie
- V roce 1941 byl ve filmu Pantáta Bezoušek použit záznam z inscenace opery Prodaná nevěsta v Národním divadle (režie: Josef František Munclingr), ve které Luděk Mandaus hrál a zpíval Kecala.
- V roce 1952 hrál ve filmu Pyšná princezna hlasatele.
- V roce 1955 hrál a zpíval ve filmu Z mého života.